# Непознато одредиште
Непознато одредиште је књижевно дело жанра шпијунске фикције ауторке Агате Кристи. Први пут је објављено у Уједињеном Краљевству од стране Collins Crime Club првог новембра 1954. и у САД од стране Dodd, Mead and Company 1955. под насловом Толико корака до смрти. Британско издање коштало је десет шилинга и шест пенија (10/6), а издање у САД 2,75 долара.
Роман почиње у Мароку, где Хилари Крејвен остаје након пропалог брака. Она планира да изврши самоубиство, али је уместо тога регрутује британска тајна служба за мисију. Од ње се тражи да глуми супругу нуклеарног научника који је недавно нестао. Хилари се убрзо транспортује да упозна свог новог мужа.
Рецензије у време објављивања 1954-1955 откриле су да је роман правовремен и очигледно забавнији за писање Кристи него њене уобичајене мистер романе. Један рецензент је био јасан када је рекао да су мистериозни романи њена јача страна, а ова врста романа није, али ипак вреди прочитати. У каснијој рецензији се наводи да је роман почео добро, али је скренуо док је пронашао пут до резолуције, „пада у хокум“. Бернард је поменуо догађаје веома цењених научника који су радили у Лос Аламосу током Другог светског рата на атомској бомби и нестали када је наступио мир, као што је премиса за роман; Бруно Понтекорво који је пребегао у Совјетски Савез 1950. и Клаус Фукс, теоретски физичар који је послао тајне информације у Совјетски Савез и отприлике у то време био затворен за тај злочин.
То је један од само четири романа Кристија који нису добили адаптацију било које врсте, а остали су Смрт долази на крају, Путник за Франкфурт и Залеђе судбине.

## Радња
Хилари Крејвен, напуштена супруга и ожалошћена мајка, планира самоубиство у мароканском хотелу. Британски тајни агент Џесоп куца на њена врата да јој предложи да предузме опасну мисију као алтернативу узимању превелике дозе таблета за спавање. Задатак, који она прихвата, је да глуми жену Томаса Бетертона, нуклеарног научника који је нестао и можда је пребегао у Совјетски Савез. Убрзо се нађе у групи чудно распоређених путника који се превозе на непознато одредиште из наслова.
Дестинација је тајни научно-истраживачки објекат прермаскиран у модерну колонију губаваца и медицински истраживачки центар на удаљеној локацији у планинама Атлас. Научници су добро лечени и снабдевени свом опремом потребном за њихова истраживања, али им није дозвољено да напусте објекат из било ког разлога. Они су закључани у тајним областима дубоко у планинама кад год их посете владини званичници и други странци. Хилари Крејвен се успешно представља као Бетертонова жена Олив, јер је он јадан и очајнички жели да побегне. Каже да не може да ради свој најбољи посао без слободе.
Хилари открива да је објекат изградио баснословно богат и помало злик господин Аристид, ради финансијских, а не политичких циљева. На то је разним обманама намамио многе од најбољих младих научника света да би касније могао да прода њихове услуге назад светским владама и корпорацијама за огроман профит. Она се заљубљује у Ендруа Питерса, згодног младог Американца и хемичара истраживача који заједно са њом путује до установе.
Уз помоћ трагова које је Хилари оставила дуж пута до тајног објекта и локалних Бербера који му пронађу те трагове, Џесоп, са дипломатама из нација које губе младе научнике, лоцира објекат, обилази га и руши тај зид раздвајања. Џесоп спасава Хилари и остале тамо задржане. Доказује се да је Питерс Борис Глидр из Пољске, користи лажно име и говори амерички енглески. Он је у мисији за своју покојну рођаку Елзу. Он жели да се Бетертон буде оптужен за убиство своје прве жене, Глидрове рођаке Елзе. Бетертон није креативни научник светске класе, који је на превару објавио откриће као своје, након што је плагирао рад своје супруге Елзе. Бетертон је ухапшен. Хилари више не жели да умре. Она поново открива своју жељу за животом; она и Питерс су слободни да започну заједнички живот.

## Ликови
- Господин Џесоп, британски агент
- Томас Бетертон, млади научник који је недавно нестао
- Олив Бетертон, његова друга супруга која жели да му се придружи
- Борис Глидр, пољски рођак преминуле прве суприуге Томаса Бетертона, Елзе
- Хилари Крејвен, жена која личи на Олив, недавно је изгубила своје једино дете, а муж ју је напустио
- Госпођа Калвин Бејкер, наизглед типична америчка туристкиња, која је заправо главни актер у догађајима који се одвијају, и која гаји велику огорченост и мржњу према својој родној земљи
- Џенет Хетерингтон, окрутна енглеска путница, заиста британски агент
- Анри Лорије, галантни Француз
- Господин Аристидес, један од најбогатијих људи на свету са рукама у много различитих лонаца широм света
- Ендру Питерс, млади хемичар истраживач
- Торкуил Ериксон, норвешки идеалиста
- Др Луис Берон, Француз посвећен бактериолошким истраживањима
- Хелга Нидхајм, арогантна немачка научница
- Паул Ван Хеидем, социјални менаџер у објекту
- Др Нилсон, заменик директора, задужен за администрацију
- Директор, харизматични говорник запослен код Аристида
- М. ЛеБланк, француски истражитељ који ради са Јессоп-ом

## Главне теме
Књига истражује тему пребега на совјетку страну из 1950-их, али такође показује како је распад Кристиног првог брака 1920-их оставио последице. Попут њеног романа из 1934. Недовршени портрет, роман почиње са младом женом која се удала, имала ћерку и чији ју је муж заменио неком другом.
У обе књиге, младић показује изузетну проницљивост у уочавању њене намере да оконча свој живот и пркоси конвенцијама да је спасе, не само у суочавању са странцем о интимним стварима, већ и у провођењу времена у жениној хотелској спаваћој соби како би је одвратио од самоубиства. У овој причи он је уместо тога наговара на шпијунажу.

## Књижевни значај и рецепција
Филип Џон Стед је писао за The Times Literary Supplement 19. новембра 1954. године. Он је био одушевљен романом постављајући питање: „Где иду научници када нестану из круга служби безбедности? Наводио је да је иако дело сјајно, више личи на Хиљаду и једну ноћ него на модерно међународно ривалство за научне таленте. Наводио је да ће читаоци можда жалити због одсуства тоничне логике расплета злочина – иако „трагови“ не недостају сасвим – јер прича о тајној служби у великој мери припада Авантури, али на њиховом месту је очигледно задовољство аутора у ширим хоризонтима романтичнијег жанра." Рецензија је закључила: „Колико год чистунац жудио за Поароом или госпођицом Марпл, тешко да може да жали због блиставог излета госпође Кристи у ову актуелну и екстравагантну сферу.
Морис Ричардсон из Обзервера је 31. октобра 1954. написао: „Трилер није јача страна Агате Кристи; због њега она остаје без даха и наивна. Закључио је: „Треба да се чита са попустљивошћу, у веома удобном железничком вагону.
Роберт Барнард је написао: „Трилер мало изнад просека, са одличним почетком (хероина, чији је муж оставио због друге жене, а чија је мала ћерка умрла, размишља о самоубиству у чудном хотелу). Након тога се преврће у хокум, са изразито неузбудљивим врхунцем. Углавном се тиче научника који нестају – пише након афера Фукус/Понтекорво. Помиње се Комитет за неамеричке активности, без очигледног неодобравања." Барнард се позива на Бруна Понтекорва, пионирског нуклеарног научника који је радио са савезницима у Другом светском рату, а затим је пребегао у Совјетски Савез 1950. и Клауса Фукса, теоретског физичара који је такође био у Лос Аламосу током Другог светског рата, али је послао тајно информације совјетској страни и због тога је био затворен од 1950.

## Историја објављивања
У Уједињеном Краљевству роману је први пут објављен у недељнику Џон Бул у пет скраћених наставака од 25. септембра (том 96, број 2517) до 23. октобра 1954 (том 96, број 2521) са илустрацијама Вилијама Литла.
Роман је први пут објављен у САД у часопису Чикаго Трибјун у педесет и једном делу, од уторка 12. априла до четвртка, 9. јуна 1955. године, под насловом Дестинација Икс.